# PSI 20
Le PSI 20 est l’indice boursier phare de la bourse de Lisbonne et de Porto. Il reflète l’évolution des 20 valeurs les plus importantes et les plus liquides du marché portugais Euronext Lisbon. Le poids des valeurs composant l'indice PSI 20 est ajusté par rapport au flottant et limité à 20 % de la capitalisation de l’indice, sur la base de révisions périodiques. Le PSI 20 est calculé et diffusé en temps réel, avec une base fixée à 3 000 points au 31 décembre 1992.
En février 2002, le Groupe Euronext, poursuivant sa croissance, fusionne avec la Bourse portugaise BVLP (Bolsa de Valores de Lisboa e Porto).

## Corrélation avec les autres bourses
Les performances annuelles du PSI 20 se sont rapprochées de celles du Dow Jones, du DAX, du CAC 40 et du Footsie, les grands marchés boursiers étant de plus en plus dépendants les uns des autres depuis une quinzaine d'années.

## Composition
A noter que le nombre de composants de l'indice (20) est inférieur au minimum communément admis de 30 observations nécessaires afin d'obtenir une signification statistique.

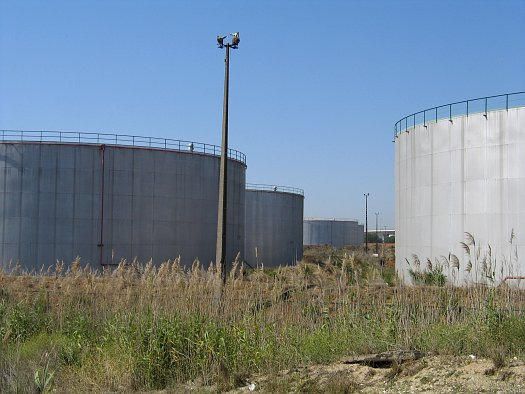
Stockage de pétrole de Galp Energia à Bobadela, près de Lisbonne.

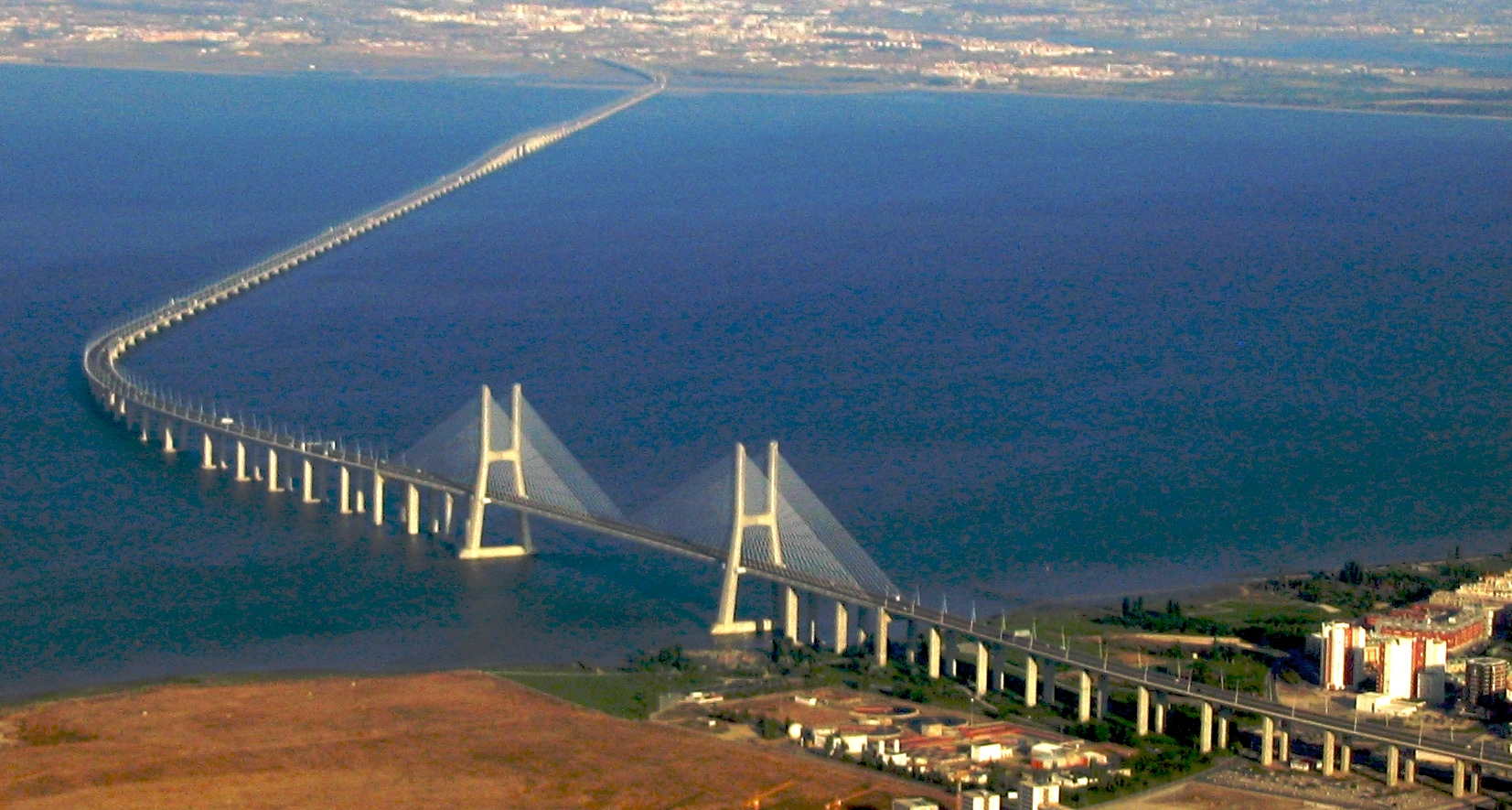
Mota-Engil est membre du consortium qui est concessionnaire du pont Vasco da Gama.

Liste des entreprises du PSI 20 au 2 juillet 2014.
| Compagnie                 | Secteur d'activité              | Symbole          | Poids dans l'indice (%) |
| ------------------------- | ------------------------------- | ---------------- | ----------------------- |
| Altri SGPS                | Conglomérat                     | Euronext : ALTR  | 1.08                    |
| Banco Comercial Português | Banque                          | Euronext : BCP   | 9.44                    |
| Novo Banco                | Banque                          | Euronext : BES   | 8.92                    |
| Banco BPI                 | Banque                          | Euronext : BPI   | 1.87                    |
| BANIF SA                  | Banque                          | Euronext : BANIF | 0.10                    |
| Cofina                    | Médias                          | Euronext : CFN   | 0.09                    |
| Energias de Portugal      | Énergie                         | Euronext : EDP   | 16.81                   |
| EDP Renováveis            | Énergies renouvelables          | Euronext : EDPR  | 4.66                    |
| Galp Energia              | Industrie pétrolière et gazière | Euronext : GALP  | 16.05                   |
| Jerónimo Martins          | Distribution                    | Euronext : JMT   | 16.77                   |
| Mota-Engil                | Construction                    | Euronext : EGL   | 0.65                    |
| Pharol                    | Holding                         | Euronext : PHR   | 10.31                   |
| Portucel Soporcel         | Papeterie et sylviculture       | Euronext : PTI   | 2.07                    |
| REN                       | Énergie                         | Euronext : RENE  | 1.29                    |
| Semapa                    | Conglomérat                     | Euronext : SEM   | 1.72                    |
| Sonae                     | Distribution                    | Euronext : SON   | 3.38                    |
| Sonaecom                  | Télécommunication               | Euronext : SNC   | 0.82                    |
| Sonae Indústria           | Industrie du bois               | Euronext : SONI  | 0.82                    |
| NOS                       | Service multimédia              | Euronext : ZON   | 3.79                    |